# Nacionalni park Acadia
Nacionalni park Acadia (eng. Acadia National Park) jedan je od 58 nacionalnih parkova Sjedinjenih Američkih Država.

## Zemljopis
Acadia se nalazi na jugu američke savezne države Maine, na otoku Mount Desert uz obale Atlantika. Otok je s kopnom preko manjeg otoka Thompson povezan Trentonovim mostom. Područje nacionalnog parka Acadia obuhvaća planine, obale oceana, šume i jezera. Osim otoka Mount Desert, park obuhvaća veći dio Isle au Haut, malog otoka na jugozapadu i dijelove otoka Baker. Području parka pripada i dio poluotoka Schoodic. Nacionalni park zauzima područje od 123 km2 na otoku Mount Desert, 11 km2 na otočiću Isle au Haut te 9,2 km2 na poluotoku Schoodic, a ukupna površina parka iznosi 191,78 km2.

## Klima
Na vremenske uvjete u parku najviše utječe zemljopisni položaj i blizina oceana. Prosječne dnevne ali i godišnje temperature su više od onih u unutrašnjosti savezne države Maine. Zimi i u rano proljeće su česte snježne oluje, a kišne oborine tijekom svih mjeseci u godini. Magla je uobičajena tijekom lipnja, srpnja i kolovoza. Godišnja količina oborina je 122 mm.
Proljetne temperature se kreću između -1°C do 21°C. Ljetna dnevna temperatura se kreće između 7 i 32°C dok su noći hladnije. Temperatura oceana je između 10 i 15°C a vode u jezeru između 13 i 21°C. U parku godišnje u prosjeku padne oko 610 mm snijega i preko 1.200 mm drugih padalina.
| Klimatološki srednjaci za Nacionalni park Acadia           | Klimatološki srednjaci za Nacionalni park Acadia | Klimatološki srednjaci za Nacionalni park Acadia | Klimatološki srednjaci za Nacionalni park Acadia | Klimatološki srednjaci za Nacionalni park Acadia | Klimatološki srednjaci za Nacionalni park Acadia | Klimatološki srednjaci za Nacionalni park Acadia | Klimatološki srednjaci za Nacionalni park Acadia | Klimatološki srednjaci za Nacionalni park Acadia | Klimatološki srednjaci za Nacionalni park Acadia | Klimatološki srednjaci za Nacionalni park Acadia | Klimatološki srednjaci za Nacionalni park Acadia | Klimatološki srednjaci za Nacionalni park Acadia | Klimatološki srednjaci za Nacionalni park Acadia |
| mjesec                                                     | sij                                              | velj                                             | ožu                                              | tra                                              | svi                                              | lip                                              | srp                                              | kol                                              | ruj                                              | lis                                              | stu                                              | pro                                              | godina                                           |
| ---------------------------------------------------------- | ------------------------------------------------ | ------------------------------------------------ | ------------------------------------------------ | ------------------------------------------------ | ------------------------------------------------ | ------------------------------------------------ | ------------------------------------------------ | ------------------------------------------------ | ------------------------------------------------ | ------------------------------------------------ | ------------------------------------------------ | ------------------------------------------------ | ------------------------------------------------ |
| srednji maksimum, °C                                       | −0,1                                             | 0,3                                              | 4,9                                              | 10,9                                             | 17,4                                             | 22,1                                             | 25,2                                             | 24,3                                             | 20,2                                             | 14,4                                             | 8,3                                              | 1,9                                              | 12,4                                             |
| srednja dnevna temperatura, °C                             | −5,2                                             | −4,8                                             | 0,0                                              | 5,6                                              | 11,4                                             | 16,1                                             | 19,3                                             | 18,6                                             | 14,7                                             | 9,5                                              | 3,9                                              | −2,7                                             | 7,0                                              |
| srednji minimum, °C                                        | −10,4                                            | −10,0                                            | −4,8                                             | 0,2                                              | 5,4                                              | 10,1                                             | 13,4                                             | 12,9                                             | 9,3                                              | 4,5                                              | −0,5                                             | −7,5                                             | 1,7                                              |
| oborine, mm                                                | 119,1                                            | 100,5                                            | 117,2                                            | 99,2                                             | 97,3                                             | 82,2                                             | 79,0                                             | 76,1                                             | 104,1                                            | 109,5                                            | 130,6                                            | 123,5                                            | 1240,8                                           |
| Izvor: Worldclimate.com, podaci za razdoblje 1985. – 1996. |                                                  |                                                  |                                                  |                                                  |                                                  |                                                  |                                                  |                                                  |                                                  |                                                  |                                                  |                                                  |                                                  |

## Povijest
Nacionalni park Acadia ima bogatu povijest naseljenosti što uključuje indijance i europske doseljenike. Ove skupine su svaka ostavile trag svog boravka na ovom području.
Ideja o osnivanju nacionalnog parka se pripisuje pejzažnom arhitektu Charlesu Elliotu. Park je prvotno 8. srpnja 1916. godine dobio status nacionalnog spomenika prirode a 26. veljače 1919. godine i status nacionalnog parka. Prvi naziv parka je bio Nacionalni park Lafayette u čast Markiza de Lafayettea, utjecajnog francuskog pobornika američke revolucije. Ime parka je u današnji naziv Nacionalni park Acadia promijenjeno 19. siječnja 1929. Bogati dobrotvor John D. Rockefeller je od 1915. do 1933. godine, financirao izgradnju mreže staza kroz park. Mreža obuhvaća preko 80 km šljunčanih staza, 17 granitnih mostova, ulaz i dva odvojka, a sve ovo je i danas u upotrebi. 
Dana 17. listopada 1947., u katastrofalnom je požaru, koji je započeo nekoliko kilometara zapadno od uvale Hulls, izgorjelo oko 10.000 hektara šume nacionalnog parka. Ovaj šumski požar je bio posljedica sušne godine a bio je najveći od niza požara koji su poharali ovo područje. Požari su trajali nekoliko dana a u gašenju su sudjelovali američka obalna straža, vojska, mornarica, lokalno stanovništvo te službe američkih nacionalnih parkova iz cijele zemlje. Većim dijelom obnovu parka je financirala obitelj Rockefeller, posebno John D. Rockefeller Jr. Nacionalni park Acadia je prvi takav park istočno od rijeke Mississippi.

## Životinjski svijet
Na području parka obitava preko 28 vrsta riba, preko 300 vrsta ptica te preko 40 vrsta sisavaca. Sve ove životinje čine jedinstveni ekološki okoliš koji privlači brojne ribiče i promatrače ptica. Vode parka su pune potočne pastrve a šume sivih sokolova i orlova. Oba ćelav orao i sivi sokol korištenje površina unutar Parka. Sivi sokolovi u poniranju7 mogu postići brzine preko 200 km. Nakon što su bili popisu ugroženih vrsta, broj ovih ptica je u porastu isključivo zahvaljujući naporima u očuvanju Nacionalnog parka Acadia. 
U parku obitava i 11 vrsta vodozemaca poput žaba i vodenjaka. Otoci koji čine dio parka pružaju stanište za morske ptice i čaplje, a također su i zimska staništa za neke vrste priobalnih ptica i pataka. 
Park je obitavalište brojnih sisavaca poput jelena, istočnog kojota, crvene lisice, zečeva, dabrova, rakuna ili vjeverica. U priobalnim vodama često se mogu susresti i kitovi.

## Biljni pokrov
U području Nacionalnog parka Acadia rastu brojne biljne vrste poput mahovine, raznih vrsta lišajeva, trave i divljeg cvijeća po livadama u parku te algi i razne druge vodene vegetacije u jezerima, barama i oceanu.

## Galerija
- Mapa Nacionalnog parka Acadia
- Zalazak sunca na Bubble Rock planini
- Jedna od staza u parku
- Dio parka uz obalu Atlantika

## Vanjske poveznice
- Acadia National Park (eng.)  Arhivirana inačica izvorne stranice od 26. lipnja 2014. (Wayback Machine)
- Acadia National Park service (eng.)  Arhivirana inačica izvorne stranice od 25. travnja 2010. (Wayback Machine)
- National park resource  Arhivirana inačica izvorne stranice od 25. studenoga 2009. (Wayback Machine)

## Ostali projekti
|  | Zajednički poslužitelj ima stranicu o temi Nacionalni park Acadia    |
|  | Zajednički poslužitelj ima još gradiva o temi Nacionalni park Acadia |